# Bienville (Luizjana)
Bienville – wieś w Stanach Zjednoczonych, w stanie Luizjana, w parafii Bienville.